# Melanella acuformis
Melanella acuformis is een slakkensoort uit de familie van de Eulimidae. De wetenschappelijke naam van de soort is voor het eerst geldig gepubliceerd in 1875 door G. Nevill & H. Nevill.